# Eva Rovers
Eva Maria Rovers (Eindhoven, 15 november 1978) is een Nederlands kunsthistorica en auteur.

## Biografie

### Opleiding en docentschap
Rovers studeerde van 1997 tot 2001 taal- en cultuurstudies, met keuzevakken kunstgeschiedenis, aan de Universiteit Utrecht. Van september 2006 tot november 2010 werkte zij voor het Biografie Instituut van de Faculteit der Letteren aan de Rijksuniversiteit Groningen en als docent aan de Universiteit Utrecht en de Rijksuniversiteit Groningen.

### Helene Kröller-Müller
Rovers werkte in die jaren aan een onderzoek over kunstverzamelaarster Helene Kröller-Müller. Daarnaast was ze in 2009 gastredacteur van de Oxford Journal of the History of Collections. In 2010 promoveerde ze op Helene Kröller-Müller. Haar proefschrift, met de titel De eeuwigheid verzameld, werd hetzelfde jaar uitgegeven door Uitgeverij Bert Bakker. Met Leo de Boer maakte ze een documentaire over Kröller-Müller voor Het Uur van de Wolf.
In 2011 trad Rovers toe tot het bestuur van het Tijdschrift voor Biografie en kreeg ze voor haar proefschrift de Jan van Gelderprijs, die wordt toegekend voor een bijzonder onderzoek van een jonge kunsthistoricus. In 2012 ontving zij voor de biografie de Erik Hazelhoff Biografieprijs.

### Boudewijn Büch
In 2011 werd Rovers door de Werkgroep Biografie Boudewijn Büch, die bestond uit journalist Frits Barend, fotograaf Klaas Koppe en directeur van het Biografie Instituut Hans Renders, gevraagd een biografie te schrijven over Boudewijn Büch. Hiervoor kreeg zij van de erven van Büch toegang tot diens archieven. In 2014 schreef zij het hoofdstuk Hoe boudewijn Büch naar Paaseiland fietste, dat verscheen in Ondertussen ergens anders, dat door openbare bibliotheken werd verspreid in het kader van de Boekenweek. In datzelfde jaar verscheen tevens het boek Rond de wereld in 160 eilanden, waarin Rovers eilandverhalen van Büch verzamelde. Eind 2014 kreeg het biografieproject van Büch extra financiële ondersteuning dankzij crowdfunding. In juni 2016 maakte de schrijfster via Twitter bekend dat het schrijfproces was afgerond. Het boek met de titel Boud: het verzameld leven van Boudewijn Büch is in november 2016 verschenen. In 2018 werd Boud genomineerd voor de Nederlandse Biografieprijs. 
Hierna is Eva Rovers zich op andere disciplines van het schrijversvak gaan richten.

### Burgerberaad
Ze heeft bureau burgerberaad opgericht en is er directeur van.

### Eigen werk
- 'De biografie als methode - Helene Kröller-Müller als case study', in: Biografie bulletin 18 (2008) 1, p. 35-39.
- He is the key and the antithesis of so much. Helene Kröller-Müller's fascination with Vincent van Gogh, in: Simiolus. kunsthistorisch tijdschrift 33 (2008) 4, p. 258-272.
- De eeuwigheid verzameld. Helene Kröller-Müller (1869-1939). Amsterdam, 2010 [ook verschenen als proefschrift, Groningen].
  - Sammeln für die Ewigkeit. Helene Kröller-Müller: die bedeutendste van Gogh-Sammlerin der Welt. Oberhausen, 2016.
- 'Meer dan alleen een rijke dame. Helene Kröller-Müller als oorlogsverpleegster', in: Geschiedenis magazine 45 (2010) 7 (oktober), p. 24-27.
- 'Persoonlijkheden - Helene Kröller-Müller (1869-1939) . Het voyeurisme van de biograaf', in: Groniek. Onafhankelijk Gronings historisch studentenblad (2010) 189, p. 443-453.
- Boudewijn Büch en het Goetheaanse spel met feit en fictie. [Z.p., 2012].
- 'Voyeurisme van de biograaf', in: Tijdschrift voor biografie 1 (2012) 1, p. 34-36.
- En ik bemin de dood, en om de dood alleen. Doodsangst en doodsverlangen bij Boudewijn Büch. Amsterdam, 2013.
- Goethe voor de meute. hoe Boudewijn Büch de grenzen afbrak tussen hoge en lage kunst. [Haarlem], 2015.
- Boud. Het verzameld leven van Boudewijn Büch. Amsterdam, 2016.
- Ik kom in opstand, dus wij zijn. Nieuw licht op verzet. Amsterdam, 2017.
- Practivisme. Een handboek voor heimelijke rebellen. Amsterdam, 2018.
- De rebelse held. Vlugschriften uit de wonderkamers van de wetenschap, Prometheus Amsterdam, 2019 ISBN 9789044638820
- Nu is het aan ons. Oproep tot echte democratie, De Correspondent Amsterdam, 2022 ISBN 9789493254091

### Bezorging
- Boudewijn Büch, Rond de wereld in 160 eilanden. De mooiste eilandverhalen van Boudewijn Büch. Amsterdam, 2014.

## Bestseller 60
| Boeken met noteringen in de Nederlandse Bestseller 60 | Jaar van verschijnen | Datum van binnenkomst | Hoogste positie | Aantal weken | Opmerkingen |
| ----------------------------------------------------- | -------------------- | --------------------- | --------------- | ------------ | ----------- |
| Boud                                                  | 2016                 | 23-11-2016            | 17              | 2            |             |
| Nu is het aan ons                                     | 2022                 | 28-04-2022            | 3               | 6            |             |

- Digitale Bibliotheek voor de Nederlandse Letteren: rove020
- Gemeinsame Normdatei: 140097422
- International Standard Name Identifier: 0000 0001 1239 9803
- Library of Congress Control Number: no2011005628
- Nederlandse Thesaurus van Auteursnamen: 251951693
- Système universitaire de documentation: 165272333
- Virtual International Authority File: 163771213
- WorldCat: E39PBJcKFDQyvgVVV39J9MBQMP